# Marco Sala
Marco Sala, detto Marchino (Cornate d'Adda, 19 agosto 1886 – Milano, 14 dicembre 1969) è stato un calciatore italiano, di ruolo terzino destro.

## Biografia
Morto ottantatreenne, venne sepolto al Cimitero Maggiore di Milano.

## Caratteristiche tecniche
Dette inizio alla carriera calcistica come ala destra; in seguito Sala arretrò presto a terzino.
Di altezza non eccelsa e di fisico apparentemente esile, era dotato di grande agilità ed aggressività, nonché di uno scatto fulmineo, ed era abile sia nel fermare gli avversari e ad intercettare i loro passaggi, che nell'impostare il gioco.

## Carriera

### Club
Cominciò la sua carriera Sempione di Milano, con Attilio Trerè ed Emilio Colombo, che in seguito fu redattore e direttore della Gazzetta dello Sport. Successivamente passò fra le file rossonere, debuttando in un vittorioso derby con l'Inter (3-2) il 10 gennaio 1909.
Aveva però un carattere molto sanguigno ed impulsivo, facile all'insulto verso l'arbitro, e ciò gli costò varie espulsioni e squalifiche.
A seguito di ingiurie e di un'aggressione all'arbitro Umberto Meazza durante un Milan-Juventus 0-1 del 23 gennaio 1910, fatto che causò anche incidenti a fine gara fuori dallo stadio (il Campo Milan di Porta Monforte), venne squalificato per 8 mesi.
Sala trascorse quasi tutta la carriera (dal 1909 fino al 1920) nel Milan, con cui disputò 122 incontri realizzando 3 gol. Fu inoltre capitano dei rossoneri nella stagione 1915-1916. Col diavolo vinse tre tornei bellici: la Coppa Federale nel 1915-16, la Coppa Regionale Lombarda nel 1916-17 e la Coppa Mauro nel 1917-18.
Sul finire della carriera, nel 1920, passò all'Inter, con cui disputò altre 18 partite in Prima Categoria (la Serie A di allora), prima di ritirarsi nel 1921.

### Nazionale
Sala ha disputato una partita con la Nazionale italiana, l'amichevole del 17 marzo 1912 a Torino contro la Francia.

## Statistiche

### Presenze e reti nei club
| Stagione        | Squadra         | Campionato      | Campionato | Campionato | Coppe nazionali | Coppe nazionali | Coppe nazionali | Coppe continentali | Coppe continentali | Coppe continentali | Altre coppe | Altre coppe | Altre coppe | Totale | Totale |
| Stagione        | Squadra         | Comp            | Pres       | Reti       | Comp            | Pres            | Reti            | Comp               | Pres               | Reti               | Comp        | Pres        | Reti        | Pres   | Reti   |
| --------------- | --------------- | --------------- | ---------- | ---------- | --------------- | --------------- | --------------- | ------------------ | ------------------ | ------------------ | ----------- | ----------- | ----------- | ------ | ------ |
| 1904-1905       | Sempione        | PC              | 2          | 0          | -               | -               | -               | -                  | -                  | -                  | -           | -           | -           | 2      | 0      |
| 1908-1909       | Milan           | PC              | 2          | 1          | -               | -               | -               | -                  | -                  | -                  | -           | -           | -           | 2      | 1      |
| 1909-1910       | Milan           | PC              | 8          | 0          | -               | -               | -               | -                  | -                  | -                  | -           | -           | -           | 8      | 0      |
| 1910-1911       | Milan           | PC              | 8          | 0          | -               | -               | -               | -                  | -                  | -                  | -           | -           | -           | 8      | 0      |
| 1911-1912       | Milan           | PC              | 12         | 0          | -               | -               | -               | -                  | -                  | -                  | -           | -           | -           | 12     | 0      |
| 1912-1913       | Milan           | PC              | 18         | 0          | -               | -               | -               | -                  | -                  | -                  | -           | -           | -           | 18     | 0      |
| 1913-1914       | Milan           | PC              | 17         | 0          | -               | -               | -               | -                  | -                  | -                  | -           | -           | -           | 17     | 0      |
| 1914-1915       | Milan           | PC              | 16         | 1          | -               | -               | -               | -                  | -                  | -                  | -           | -           | -           | 16     | 1      |
| 1915-1916       | Milan           | -               | -          | -          | -               | -               | -               | -                  | -                  | -                  | CF          | 10          | 0           | 10     | 0      |
| 1916-1917       | Milan           | -               | -          | -          | -               | -               | -               | -                  | -                  | -                  | CRL         | 8           | 0           | 8      | 0      |
| 1917-1918       | Milan           | -               | -          | -          | -               | -               | -               | -                  | -                  | -                  | CM          | 9           | 0           | 9      | 0      |
| 1918-1919       | Milan           | -               | -          | -          | -               | -               | -               | -                  | -                  | -                  | CM          | 9           | 0           | 9      | 0      |
| 1919-1920       | Milan           | PC              | 8          | 1          | -               | -               | -               | -                  | -                  | -                  | -           | -           | -           | 8      | 1      |
| Totale Milan    | Totale Milan    | Totale Milan    | 89         | 3          |                 | -               | -               |                    | -                  | -                  |             | 36          | 0           | 125    | 3      |
| 1920-1921       | Inter           | PC              | 18         | 0          | -               | -               | -               | -                  | -                  | -                  | -           | -           | -           | 18     | 0      |
| Totale carriera | Totale carriera | Totale carriera | 109        | 3          |                 | -               | -               |                    | -                  | -                  |             | 36          | 0           | 145    | 3      |

### Cronologia presenze e reti in Nazionale
| Cronologia completa delle presenze e delle reti in nazionale ― Italia | Cronologia completa delle presenze e delle reti in nazionale ― Italia | Cronologia completa delle presenze e delle reti in nazionale ― Italia | Cronologia completa delle presenze e delle reti in nazionale ― Italia | Cronologia completa delle presenze e delle reti in nazionale ― Italia | Cronologia completa delle presenze e delle reti in nazionale ― Italia | Cronologia completa delle presenze e delle reti in nazionale ― Italia | Cronologia completa delle presenze e delle reti in nazionale ― Italia |
| Data                                                                  | Città                                                                 | In casa                                                               | Risultato                                                             | Ospiti                                                                | Competizione                                                          | Reti                                                                  | Note                                                                  |
| --------------------------------------------------------------------- | --------------------------------------------------------------------- | --------------------------------------------------------------------- | --------------------------------------------------------------------- | --------------------------------------------------------------------- | --------------------------------------------------------------------- | --------------------------------------------------------------------- | --------------------------------------------------------------------- |
| 17-03-1912                                                            | Torino                                                                | Italia                                                                | 3 – 4                                                                 | Francia                                                               | Amichevole                                                            | -                                                                     |                                                                       |
| Totale                                                                |                                                                       | Presenze                                                              | 1                                                                     |                                                                       | Reti                                                                  | 0                                                                     |                                                                       |

## Palmarès

### Giocatore

#### Competizioni nazionali
- Coppa Federale: 1

Milan: 1915-1916

#### Competizioni regionali
- Coppa Lombardia: 1

Milan: 1916-1917
- Coppa Mauro: 1

Milan: 1917-1918